# Memphis Depay
Memphis Depay (pronúncia neerlandesa: [ˈmɛɱfɪz dəˈpɑi]); (Moordrecht, 13 de fevereiro de 1994) é um futebolista neerlandês que atua como atacante. Joga pelo Corinthians.
Iniciou sua carreira profissional no PSV Eindhoven, onde, sob a influência do técnico Phillip Cocu, tornou-se parte integrante da equipe, marcando 49 gols em 124 jogos em todas as competições. Durante a temporada 2014–15, foi o artilheiro da Eredivisie com 22 gols em 30 jogos e ajudou o time a conquistar o título da competição pela primeira vez desde 2008. Depay também ganhou o prêmio de Futebolista Neerlandês do Ano por suas atuações durante a temporada. Seu bom desempenho também o levou a ser eleito o "Melhor Jogador Jovem" do mundo em 2015 pela France Football. O atacante chegou no Manchester United em junho de 2015, por uma taxa de 25 milhões de euros. Após uma passagem apagada pela Inglaterra, foi contratado pelo Lyon em janeiro de 2017. Depois de cinco temporadas na França, acertou com o Barcelona em 2021 por transferência gratuita. Foi contratado pelo Atlético de Madrid em 2023, onde permaneceu por uma temporada. Em 2024, foi para o futebol brasileiro e assinou com o Corinthians por duas temporadas.
Produto da instituição da Royal Dutch Football Association (KNVB), Memphis Depay representou a Seleção Neerlandesa em todos os níveis profissionais, desde os estágios iniciais de desenvolvimento, sob a tutela de icônicos treinadores e jogadores neerlandeses. Representando os Países Baixos na categoria Sub-17, fez parte da Seleção que conquistou a Eurocopa de 2011, realizada na Sérvia. O atacante fez sua estreia pela Seleção principal em 2013, e no ano seguinte fez parte da equipe que ficou em terceiro lugar na Copa do Mundo de 2014, onde teve suas atuações marcantes no cenário internacional. O jogador também participou da Euro 2020, da Copa do Mundo de 2022 e da Euro 2024. Em 2025, chegou a marca de 100 jogos com a camisa da laranja mecânica.

## Carreira

### PSV Eindhoven
Em 2006, aos 12 anos, Depay transferiu-se das categorias de base do Sparta Rotterdam para as do PSV Eindhoven. Estreou pela equipe principal no dia 21 de setembro de 2011, contra o VVSB pela Copa dos Países Baixos, marcando dois gols na goleada por 8–0.

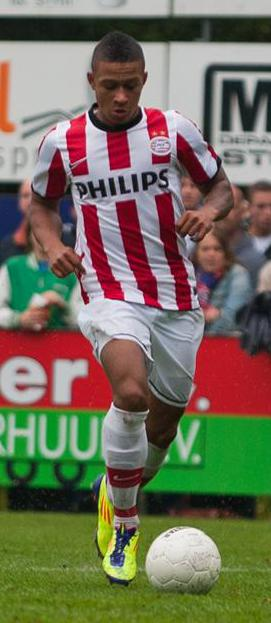
Memphis Depay em sua estreia pelo PSV em 2011

Na sequência da Copa, deixou de participar de todos os jogos até ser novamente colocado em campo nas duas últimas partidas. Tanto na semifinal quanto no jogo seguinte, o jovem atacante atuou em apenas quatro minutos, mas comemorou seu primeiro título na carreira assim que o PSV derrotou o Heracles por 3–0.
Na edição seguinte, pôde novamente estar em campo nessa competição e chegou a balançar as redes do Hoensbroek na 3ª eliminatória. Essa foi a última vez que o atacante holandês fizera um gol na Copa. Ao fim da competição, o PSV chegou à decisão novamente, mas perdeu a partida decisiva para o AZ Alkmaar por 2–1. Nos próximos dois anos, o atacante entrou em campo pela Copa, mas não conseguiu mais chegar a nenhuma final e não contribuiu com mais gols ou assistências. Em ambas as eliminações, o jogador viu dentro de campo o clube ser derrotado para o Roda JC.
Por conta de seu título na Copa dos Países Baixos, o atacante teve a oportunidade de disputar a Supercopa do seu país em 2012. A partida contra o Ajax estava acirrada, pois o placar demonstrava uma vantagem de 3–2 para o PSV. Dick Advocaat, comandante do time de Depay, o colocou em campo faltando seis minutos para acabar o jogo e teve a oportunidade de ver o suplente dar uma assistência para Georginio Wijnaldum marcar o quarto gol dos Boeren e garantir o troféu tradicional.
Depay também obteve demasiado destaque em suas temporadas de Eredivisie. O atleta demorou apenas duas rodadas para marcar seu primeiro gol e repetiu esse tento mais duas vezes antes de terminar seu debut na Liga com três bolas na rede em oito partidas.
Na edição posterior, teve mais oportunidades em campo, mas não tivera tanto sucesso na conversão de gols, já que não superou a marca de dois gols naquela época. Em contrapartida, iria firmar-se como um dos principais atacantes do país na época que viria. Na Eredivisie de 2013–14, destacou-se individualmente após chegar a marca de 12 gols em 30 partidas. Seu melhor jogo aconteceu na 17ª rodada, quando participou de três gols, sendo um doblete e uma assistência, na partida que terminou com goleada por 5–1 contra o Utrecht.
Por conta dessas boas atuações no futebol neerlandês, o atleta foi convocado por Louis van Gaal para estar no elenco da Copa do Mundo de 2014. No entanto, foi na Eredivisie de 2014–15 que o atleta tivera seu melhor momento. Nas três primeiras rodadas, estufou as redes cinco vezes, sendo dois dobletes consecutivos nas duas primeiras partidas, e mais um gol no clássico De Topper.
Essa temporada foi marcada por dobletes, e Depay viria a marcar também contra o Go Ahead Eagles Utrecht e contra o Twente. Juntamente com seu companheiro de ataque Luuk de Jong, ambos participaram do Melhor Ataque da competição. Os dois jogadores, somados, marcaram 42 gols e foram essenciais para derrubar a hegemonia do Ajax que durava quatro temporadas.

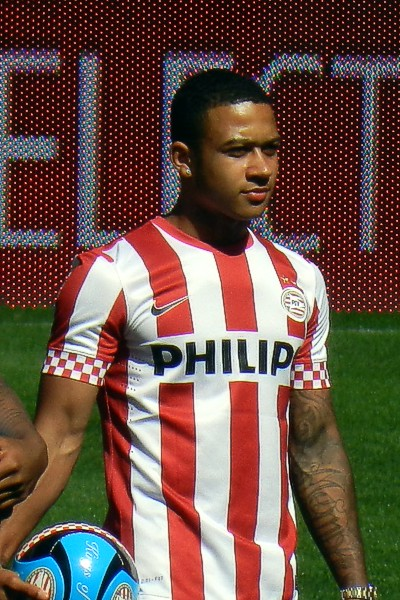
Memphis Depay em 2012

Por conta de suas exímias performances nesse último ano, recebeu o prêmio de Revelação da Eredivisie daquela época. Em 2014, um ano antes de deixar a equipe, renovou seu contrato até 2018. O jogador já era considerado uma joia nacional e se firmava com uma das maiores Promessas do Futebol Mundial.
Depay esteve constantemente disputando a Liga Europa da UEFA em seus anos no PSV. A primeira vez que estreou na Competição foi ainda nos play-offs da Liga Europa de 2012–13. Seu único jogo ocorreu em agosto de 2012, quando chegou a fazer um cruzamento para Wijnaldum marcar um dos nove gols do time Neerlandês naquela golada diante do Zeta Golubovci. Na fase de grupos, Memphis só participou em gols na última rodada, quando deu um passe para Tim Matavž concluir o seu hat-trick diante do Napoli. A campanha ruim, porém, não garantiu os neerlandeses nas eliminatórias. No ano seguinte, o jogador chegou a fazer seu primeiro gol na competição, mas lamentou outra eliminação precoce na mesma fase.
Em sua melhor temporada no PSV, o jogador pôde ajudar o time a avançar ás Eliminatórias. Nas três primeiras partidas da Fase de Grupos da Liga Europa da UEFA de 2014–15, após marcar três gols nos play-offs, o atleta estufou as redes em mais três oportunidades e ajudou o time a conquistar oito pontos, tendo a oportunidade de disputar os 16 avos de final pela primeira vez na carreira.
O PSV, porém, enfrentou o Zenit e perdeu ambos os jogos. Dessa forma, Depay deixou a competição marcando três gols; cinco a menos que o artilheiro Romelu Lukaku. Em 2013, o jogador teve sua única experiência pela Liga dos Campeões. O clube havia conseguido vaga para os play-offs e Memphis estreou de maneira positiva ao marcar um numa vitória por 2–0 contra o modesto Zulte Waregem. Na partida de volta, deu uma assistência para Zakaria Bakkali marcar o segundo gol dos neerlandeses na vitória por 3–0. No jogo seguinte, no entanto, ao enfrentarem o Milan, os italianos se saíram melhor e eliminaram o PSV após um placar agregado de 4–1.
Nesse mesmo ano, o atacante holandês e o seu empresário se reuniram com os representantes do Manchester United. A conversa foi liderada por Van Gaal, o técnico do PSV. Na negociação, os Diabos Vermelhos queriam o artilheiro para integrar o elenco, e buscavam fazer isso de maneira efêmera, pois o Liverpool e o Paris Saint-Germain já haviam demonstrado um interesse similar em Depay. Apesar disso, nenhum acordo foi firmado e o jogador ficaria na equipe por mais dois anos até o time de Manchester retornar e assegurar a contratação por 25 milhões de euros.
A chegada de Memphis Depay à Premier League aconteceu após a Copa do Mundo de 2014, que o jogador participou e ficou em terceiro colocado, e o comandante do time vermelho naquele período era o próprio Van Gaal — que foi o seu treinador no PSV e na Seleção Neerlandesa. Após quatro temporadas, o artilheiro deixou o time com 124 partidas e 50 gols marcados.

### Manchester United
No dia 7 de maio de 2015, o Manchester United anunciou que chegou a um acordo com o PSV para sua contratação, a partir de junho, após exames médicos. Estreou no dia 8 de agosto, na vitória por 1–0 sobre o Tottenham pela Premier League. Já no dia 18 de agosto, marcou dois gols na vitória por 3–1 sobre o Brugge, pela fase dos play-offs da Liga dos Campeões.

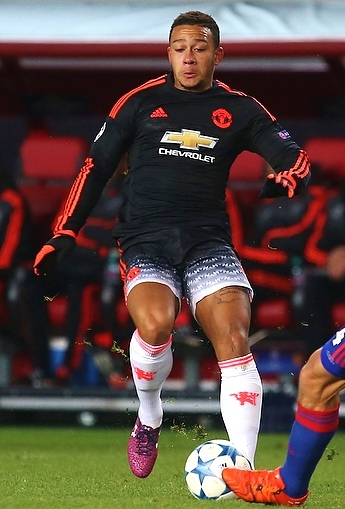
Depay atuando pelo United em 2015

Ao longo dessa competição, o jogador fizera mais um gol na fase de grupos contra seu clube anterior. O time terminou essa parte da Liga dos Campeões ficando em terceiro lugar, com dois empates, duas vitórias e duas derrotas. O time rumou para a próxima fase da Liga Europa e Memphis Depay marcou um gol na estreia, em uma derrota por 2–1 para o Midtjylland. O Manchester soube reverter o placar no jogo de volta e se classificou com o próprio Depay balançando as redes na goleada por 5–1. Após isso, porém, Roberto Firmino, Daniel Sturridge e Philippe Coutinho balançaram as redes do goleiro David de Gea nos jogos de ida e de volta, e o Liverpool eliminou o seu rival por um placar agregado de 3–1.
Na edição seguinte, Depay tivera menos oportunidades em campo pelo Manchester. O jogador esteve nos gramados da Liga Europa em apenas três oportunidades, e não marcou gols ou deu assistências. O atleta não ficaria no clube até o fim da competição, mas é considerado um dos campeões dela por conta da equipe ter derrotado o Ajax na decisão.
O holandês fizera sua estreia no Campeonato Inglês já na primeira rodada, mas só chegou a estufar as redes em seu sétimo jogo na competição, quando o United derrotou o Sunderland por 3–0. Na 13ª rodada foi novamente destaque ao marcar contra o Watford, mas foi gradualmente perdendo seu espaço na equipe de Louis van Gaal e teve uma minutagem menor que em seus primeiros jogos. Assim, concluiu seu debut na Liga com apenas dois tentos em 29 jogos.
Na edição posterior, Depay não tinha mais Louis como comandante. A equipe demitiu o técnico para contratar José Mourinho e, por conta da baixa frequência que o português o utilizava, optou por deixar o time ainda na metade da época. Chegou a estar em campo na Premier League por quatro jogos antes de debandar de Old Trafford. Anos depois de abdicar de seus dias na Inglaterra, o goleador comentara sobre a frustração de trabalhar com o Special One.
| “                                                          | Quando Mourinho assumiu o comando da equipe, comecei a sentir confiança e até treinei a um nível mais elevado. Mas nada mudou a minha situação, mesmo dando tudo nos treinos. Depois dos treinos ia para casa e não queria ver ninguém. Mentalmente, passei por um mau bocado. E piorava a cada dia. Olhando de fora, eu até tinha uma boa vida: jogava num dos maiores clubes do mundo, vivia numa bela casa com piscina, com o meu melhor amigo Gigi, e dirigia um Rolls-Royce. Mas estava infeliz. Um dia, até ataquei o meu melhor amigo em casa. Parei mesmo antes de magoá-lo, mas senti-me envergonhado logo depois. Fiquei chocado com o meu próprio comportamento. | ” |
| — Depay, sobre seus meses sendo treinado por José Mourinho | |   |

Em 2021, o treinador português comentou sobre sua percepção em relação ao atacante, mas afirmou que ele se tornou um "excelente profissional" depois disso:
| “                                                                                       | O Rooney disse-me que certo dia o Memphis Depay foi de Rolls Royce e chapéu de cowboy para um jogo das reservas. O Memphis era assim. As pessoas olham para ele e pensam que é um party boy, mas posso assegurar que é um excelente profissional e um bom rapaz. Adquiriu a maturidade de que necessitava em Lyon. | ” |
| — Mourinho, sobre a mudança de comportamento de Depay assim que ele rumou a outro clube | |   |

Enquanto era treinado por seu conterrâneo, Depay teve a oportunidade de comemorar a Copa da Inglaterra na temporada 2015–16. Logo em seu primeiro jogo, entrou faltando 30 minutos para acabar o jogo e sofreu um pênalti nos acréscimos da partida contra o Sheffield United. O ídolo Wayne Rooney acertou a cobrança e os Red Devils comemoram a classificação com aquele placar de 1–0. Memphis fizera somente mais dois jogos depois disso e até mesmo chegou a ficar de fora dos relacionados no jogo final. O clube, porém, derrotou o Crystal Palace e comemorou o troféu mais tradicional da Inglaterra. 48 horas depois, o técnico foi demitido por conta de uma época irregular no comando da equipe.
Comandado por Mourinho, o neerlandês sequer chegou a ser relacionado ao jogo inaugural do clube na FA Cup seguinte. Em contrapartida, chegou a ser relacionado para uma partida na Copa da Liga Inglesa de 2016–17; tendo sido novamente deixado no banco de reservas no jogo seguinte e não foi relacionado às quartas e nem semifinais. O time, porém, venceu a final ao derrotarem o Southampton por 3–2.
Por conta do último título de van Gaal na FA Cup, Mourinho teve a oportunidade de começar sua temporada no United na Supercopa da Inglaterra de 2017. O português, então, optou por não relacionar o atacante, e sua equipe venceu o Leicester por 2–1. Gradualmente, o atleta foi perdendo espaço na equipe que possuía opções de ataque que variavam entre Zlatan Ibrahimović e Marcus Rashford. O atacante, mesmo no meio da temporada 2016–17, decidiu deixar o Manchester para assinar com uma nova equipe. Ele saiu do país tendo feito 53 jogos e sete gols marcados.

### Lyon
No dia 20 de janeiro de 2017, foi anunciado como novo reforço do Lyon, assinando contrato válido por quatro anos. O valor foi de 16 milhões de euros (54,7 milhões de reais), podendo o clube desembolsar mais 9 milhões de euros (R$ 30 milhões) de bônus.

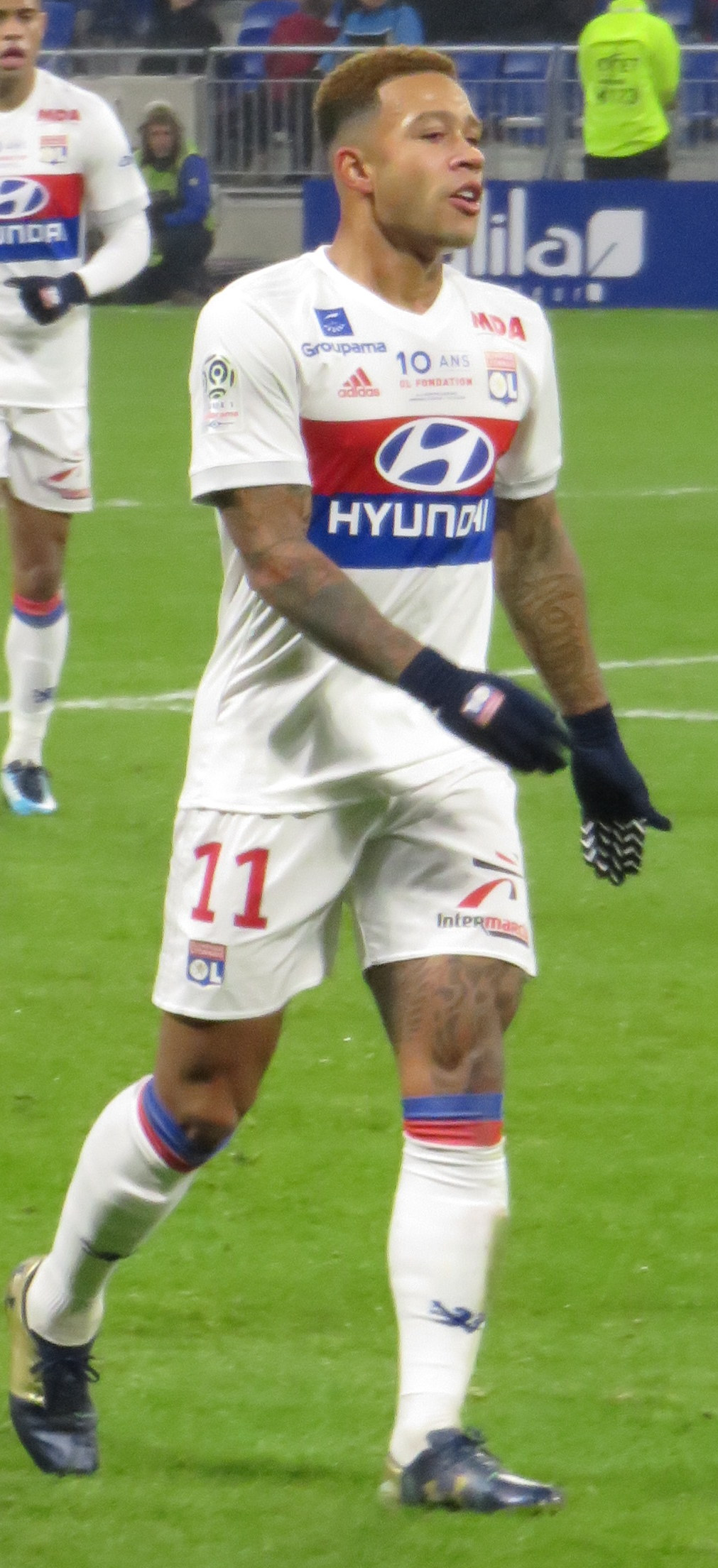
Memphis pelo Lyon em 2017

Nesse mesmo mês estreou na Ligue 1 (Campeonato Francês), em uma vitória por 3–1 contra o Olympique de Marseille. Memphis viria a marcar seu primeiro gol em fevereiro, ao balançar as redes do Nancy em uma goleada por 4–0. Nas próximas duas vezes que marcou gols fizera isso de maneira dobrada. Ele conseguiu marcar um doblete contra o Metz na 27ª rodada e repetiu a dose dois jogos depois, diante do Toulouse. Após isso, não marcou mais gols e dedicou-se a ser dar mais assistências. O clube possuía Alexandre Lacazette no comando do ataque e coube a Depay trabalhar com ele e potencializá-lo. Desse modo, o neerlandês chegou a marca de sete passes para gol em 17 jogos.
Ao fim da sua primeira temporada, o atacante conseguiu recuperar seu estilo de jogo ofensivo. Ele foi condecorado com o prêmio de "Gol mais Bonito da Ligue 1" por conta de seu chute do meio de campo que superou o goleiro na partida contra o Toulouse. Com a saída de Lacazette para o Arsenal no fim da temporada, coube a Memphis Depay ser o homem referência no ataque dos Les Gones. Ao estrear na Ligue 1 de 2017–18, voltou a ser o garçom do time ao dar um passe para Mariano Díaz marcar seu primeiro gol com a camisa da equipe francesa.
Ao longo do Campeonato, o neerlandês foi muito mais goleador e chegou a marca de 19 tentos, empatando com o craque Neymar que defendia o PSG. O artilheiro, porém, foi Edinson Cavani, um ídolo do mesmo clube do brasileiro. O atacante do Lyon também chegou a marca de sete passes a gol, empatando com Kylian Mbappé, mas não foi o líder nessa categoria por ter ficado atrás de Neymar (que fizera 13 passes).
Nessa temporada, Depayy destacou-se fazendo um hat-trick, o primeiro da carreira, contra o Troyes, na 10ª rodada (viria a fazer o segundo na última vez que entrou em campo na competição). Contudo, entre as partidas 30 a 35, destacou-se ainda mais por marcar ao menos um gols por seis partidas consecutivas. Na 32ª rodada, tivera uma exuberante performance ao participar de todos os cinco gols do jogo: um gol e quatro assistências.
Esse momento foi muito significativo ao jogador, pois ele passou a performar de maneira diferente do que nas épocas anteriores. Se outrora ele jogava muito pelas beiradas do campo, como um ponta-esquerda, agora ele havia sido centralizado e fizera muitas partidas como um falso 9. Dessa maneira, o jogador conseguiu equilibrar seus gols e assistências em prol do time. Disputando a Ligue 1, Memphis chegou a marca de 10 gols e nove assistências na competição. Mesmo tendo um destaque menor, a equipe garantiu-se na terceira colocação, a mesma da época passada. Memphis viria a fazer uma temporada menos estrelada na Ligue 1 de 2019–20, por conta de algumas lesões físicas que o acometeram ao longo da competição. O Campeonato Francês foi encerrado com 10 rodadas de antecedência por conta da pandemia de COVID-19, e o jogador concluiu a passagem com nove gols.

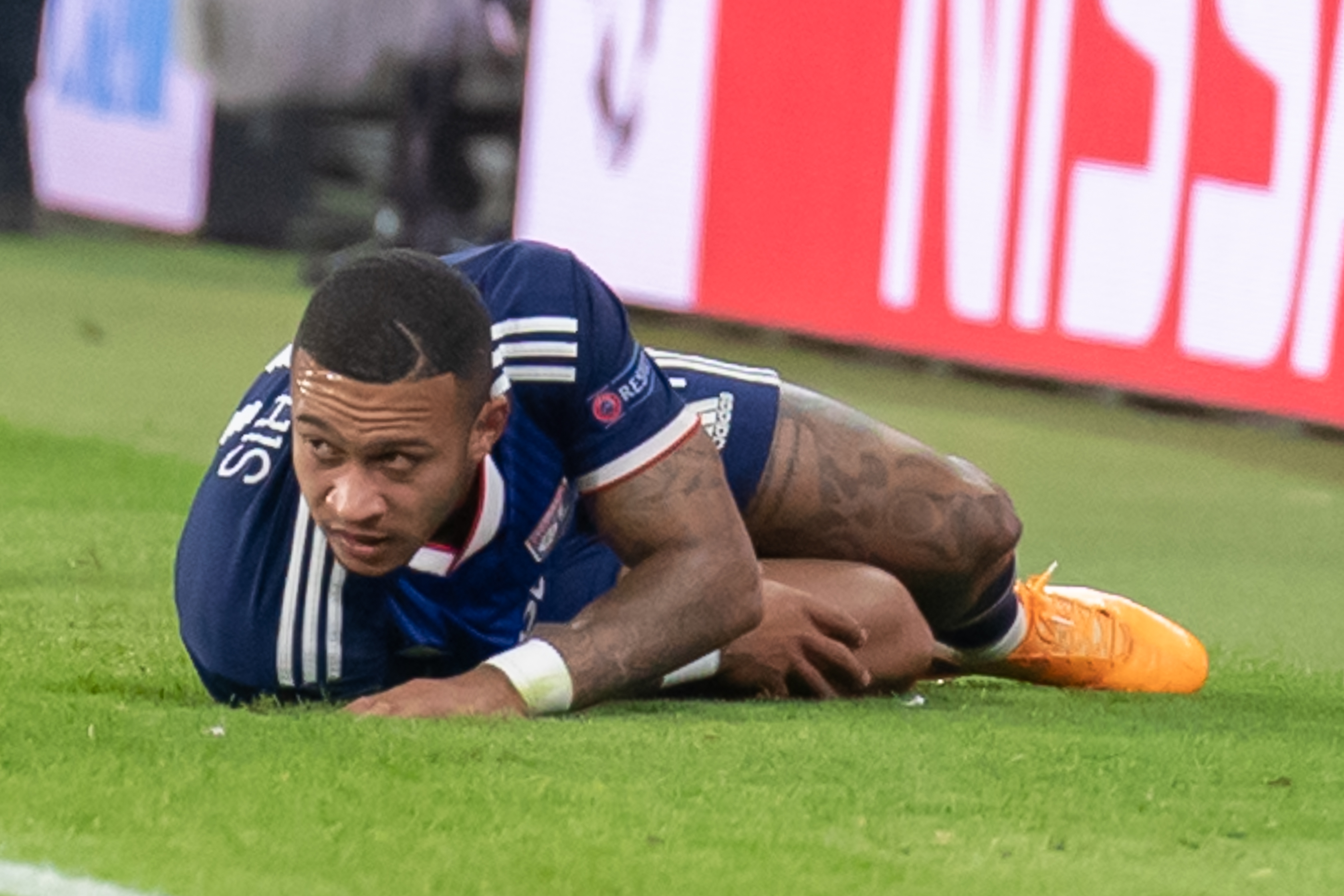
Memphis Depay em 2019

Porém, o jogador tivera sua temporada mais prolífera em gols na Ligue 1 de 2020–21. Firmado como o capitão oficial da equipe, o neerlandês estreou na competição fazendo um hat-trick contra o Dijon. Depois, destacou-se ao longo da época fazendo mais quatro dobletes e totalizou 20 bolas na rede. O jogador ficou empatado com Wissam Ben Yedder como segundo lugar na artilharia, atrás apenas de Mbappé que aplicou 27 tentos. Tamanho destaque fez com que Depay estivesse na lista de Time da Temporada sendo um dos únicos representes do Lyon na Equipe Ideal (juntamente de Lucas Paquetá).
Apesar de ter alternado entre terceiro e quatro colocado na Ligue 1 em todas as temporadas que disputara, o atacante dos Países Baixos pôde, uma vez, disputar a final de uma competição nacional. Na Copa da Liga Francesa de 2019–20, o jogador, por conta de lesão, estreou justamente na decisão diante do PSG. O jogo estava 0–0 e o atacante foi sacado de campo aos 80 minutos. Em uma disputa por pênaltis, Bertrand Traoré foi o único atleta a desperdiçar o seu chute e a equipe de Paris comemorou o seu troféu após Pablo Sarabia estufar as redes de Anthony Lopes.

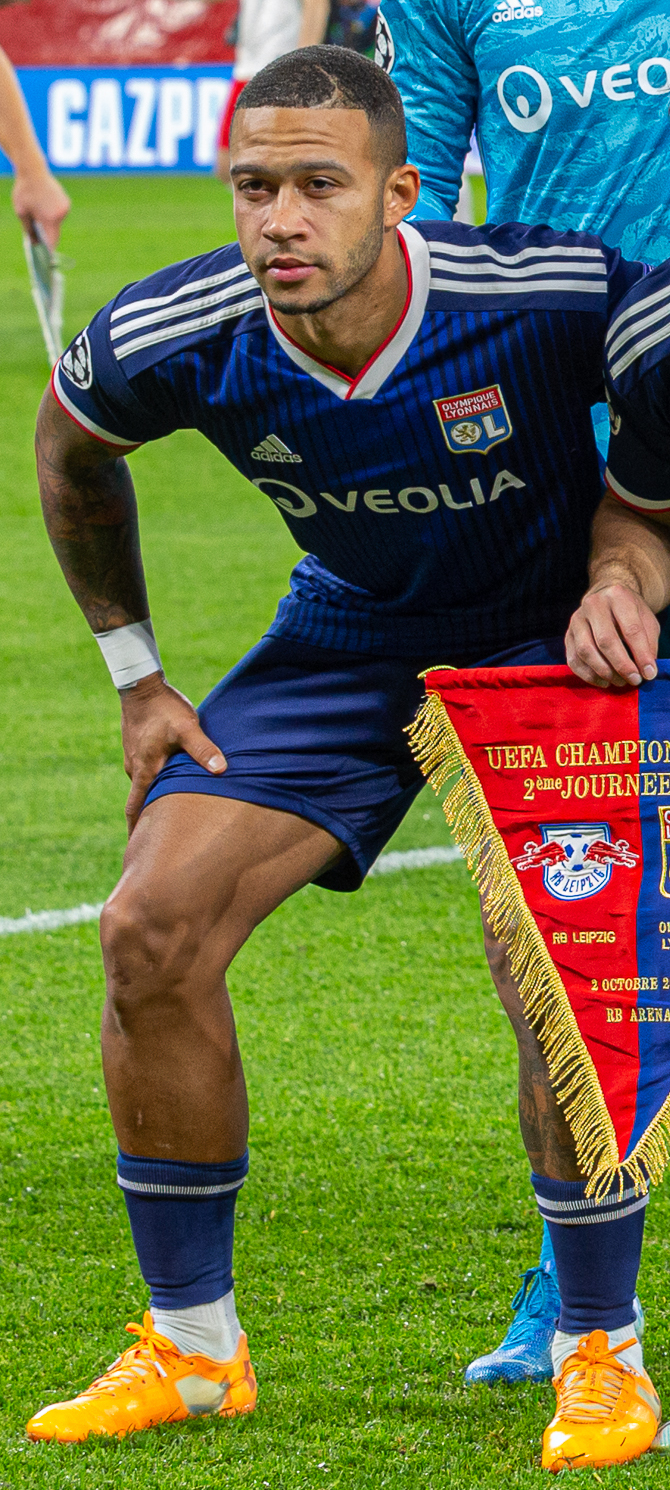
Depay posando para foto antes de uma partida de Liga dos Campeões

Memphis também era frequentemente utilizado na Copa da França. Sua melhor campanha foi quando a equipe foi eliminada na semifinal para o Rennes, na Copa da França de 2018–19. Curiosamente, no jogo anterior, Depay marcou seu primeiro tento em uma Copa desde sua estreia na França. Ele viria a repetir gols em mais duas oportunidades, mas jamais voltou a ir a uma semifinal.
Pôde disputar as duas principais competições europeias com o Lyon nos anos em que esteve no clube. Em 2017, jogou pela única vez a Liga Europa da UEFA. O atacante estreou marcando um gol em um empate por 1–1 contra o Apollon Limassol. O jogador iria voltar a acertar um gol na quarta rodada, quando superou Jordan Pickford, goleiro do Everton. Nos 16 avos, fizera um bom jogo e estufou as redes do Villarreal na partida de ida. Essa, no entanto, foi a última vez que ele superou um goleiro adversário. O time acabou sendo eliminado nas oitavas de final para o CSKA Moscou.
Outras duas vezes conseguiu disputar a Liga dos Campeões da UEFA. Na temporada 2018–19, Memphis estreou dando um passe para Nabil Fekir fazer o segundo gol do jogo contra o Manchester City. Essa foi a única vitória do time na competição, que empatou as próximas seis partidas, mas o atacante pôde contribuir positivamente na terceira partida, pois estufou as redes em um épico empate por 3 a 3 diante do Hoffenheim. A equipe empatou cinco jogos na fase de grupos, somou oito pontos e conseguiu vaga para a próxima fase. Na partida de ida das oitavas de final, enfrentou o Barcelona e arrancou deles o sexto empate consecutivo na competição. No entanto, o time de Ernesto Valverde soube superar o adversário, aplicou uma goleada por 5–1 no Camp Nou e eliminou o time do holandês.
Ele voltou à competição na temporada 2019–20, onde tivera seu melhor desempenho. Nas primeiras seis partidas que jogou, marcou um gol em todas elas e foi uma das figuras principais na surpreendente campanha que levou o Lyon à semifinal. Estreou marcando um gol contra o Zenit na primeira rodada, e repetiu os feitos contra o RB Leipzig e o Benfica nos jogos de ida e de volta da fase de grupos.
No dia 7 de agosto de 2020, nos jogos de volta das oitavas de final da Liga dos Campeões, marcou de pênalti contra a Juventus na derrota por 2–1. Apesar de perder, o Lyon se classificou por ter vencido o primeiro jogo por 1–0. O restante da competição foi marcado por uma nova regra por conta da pandemia de COVID-19 na Europa. Os jogos de quartas e de semifinais seriam únicos e todos foram jogados em um intervalo de uma semana no mês de agosto de 2020.
No dia 14, o Lyon teve de enfrentar o Manchester City de Josep Guardiola pelo segundo ano consecutivo. O resultado foi novamente favorável aos franceses, mas sem Memphis marcar nenhum gol. Na semifinal, Depay novamente não marcou nenhum gol e viu o futuro campeão Bayern de Munique derrotar os franceses pelo placar de 3–0. Apesar de ter feito seis gols, o neerlandês ficou longe de alcançar a artilharia da competição, pois Robert Lewandowski conseguiu marcar 15 tentos. Após essa singular temporada, o jogador permaneceu na equipe até o ano de 2021, e, por conta de seus constantes jogos como destaque, assumiu que gostaria de deixar o time para rumar a outro país.
| “                              | Desejo uma nova transferência para um clube de grande nível neste verão (europeu). O Lyon é um grande clube, mas não está entre os cinco melhores da Europa. Quero ir para um clube como Real Madrid, Barcelona, Chelsea, Manchester City, Paris Saint-Germain ou Bayern de Munique. | ” |
| — Memphis sobre deixar o Lyon. | |   |

Após 178 partidas com a camisa do time francês, e 76 gols feitos, o jogador saiu da equipe para realizar o seu desejo pessoal de estar entre os melhores times da Europa.

### Barcelona

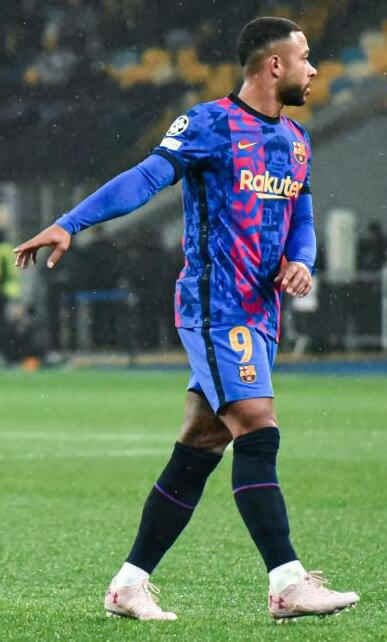
Memphis em 2021 pelo Barcelona.

No dia 19 de junho de 2021, Memphis foi anunciado pelo Barcelona até 2023. Em 24 de julho, ele fez sua estreia marcando na vitória do Barça por 3–1 sobre o Girona em um amistoso. Sua estreia em uma partida oficial aconteceu no dia 15 de agosto, na vitória por 4–2 contra a Real Sociedad, pela primeira rodada do Campeonato Espanhol, e o atacante deu a assistência do primeiro gol marcado por Gerard Piqué. Na semana seguinte marcou seu primeiro gol, contra o Athletic Bilbao, e a equipe empatou em 1–1 no San Mamés.
A primeira temporada de Memphis na La Liga foi bastante regular. O atleta entrou em campo 28 vezes e estufou as redes adversárias em 12 oportunidades. Apesar dos bons números no Campeonato Espanhol, o neerlandês não chegou a fazer nenhum tento na Copa do Rei, Supercopa e Liga dos Campeões. A única competição que o atacante conseguiu superar o goleiro adversário foi na Liga Europa, mas a equipe perdeu esse mesmo jogo, para o Eintracht Frankfurt, e foi eliminada. Em sua segunda temporada, Memphis perdeu espaço após a chegada do treinador Xavi. Com isso, deixou os Culés tendo atuado em 42 partidas, com 14 gols e duas assistências.
Antes de deixar o clube no meio da época, Memphis afirmou categoricamente que não se arrependia de estar na equipe. Mesmo estando no banco de reservas em muitas partidas, inclusive não tendo participado nenhuma vez em jogos da vitoriosa campanha da Supercopa da Espanha de 2022–23, Memphis disse que nunca se arrependeria de ter chegado à Catalunha. Antes mesmo do fim da vigente época, Memphis saiu do Barcelona para assinar com o time de Diego Simeone. Ao fim dessa temporada, o Barcelona foi campeão da La Liga de 2022–23. Mesmo que o atacante estivesse em outro time, foi considerado um campeão, pois foi inscrito pelos Culés.

### Atlético de Madrid

#### 2022–23
No dia 20 de janeiro de 2023, Memphis foi anunciado pelo Atlético de Madrid por 3 milhões de euros. A chegada do jogador ocorreu após a saída de João Félix, outro atacante que também atuava como falso 9 no Atleti. Assim que chegou em Madrid, o jogador precisou de apenas três jogos para marcar um gol. Após esse tento, na 21ª rodada contra o Celta de Vigo, o jogador necessitou apenas de mais dois jogos parar marcar seu primeiro doblete com a equipe. Na ocasião, esteve em campo por 29 minutos na goleada por 6–1 diante do Sevilla.
O jogador, porém, sofreu com duas lesões ao longo desses últimos meses de temporada. Desse modo, jogou apenas oito partidas na La Liga, mas conseguiu chegar a marca de quatro gols. Nessa temporada também entrou em campo pela Liga dos Campeões, mas marcou apenas um gol em três partidas. Após retornar da primeira lesão, o atleta jogou as últimas duas partidas da fase de grupos e fez seu último jogo contra Internazionale. Nessa partida, Memphis balançou as redes de Yann Sommer aos 87 minutos, levando o jogo para os pênaltis. Lá, acertou a primeira cobrança dos espanhóis e pôde ver a equipe se classificar para próxima fase. Nos próximos dois jogos, o atacante não pôde entrar em campo por conta de lesão.

#### 2023–24
Na sua segunda temporada, Memphis pôde comemorar seus dois gols em três jogos na La Liga. No entanto, teve novamente uma lesão menor que o afastara de realizar sua quarta partida. Após jogar o Dérbi de Madrid, o atacante novamente foi acometido por um problema muscular que o tirou de quase todas as partidas do mês de setembro. Ao voltar, conseguiu fazer mais jogos seguidos sem ser acometido por lesões. Nesse momento, conseguiu chegar a marca de três gols e pôde, pela única vez desde que assinou com a equipe, jogar 90 minutos. Em tal rodada, enfrentou o Rayo Vallecano e estufou as redes do oponente.
No entanto, em abril de 2024, foi novamente impedido de fazer mais jogos por conta de um problema físico em sua perna esquerda e só retornou aos gramados no mês seguinte, onde fizera três jogos. Após ser um suplente não utilizado na rodada final, Memphis viu a equipe ficar em quarto lugar na Liga, uma a menos que na época passada. Em contrapartida, tivera uma época melhor na Copa del Rey de 2023–24. Em sua estreia, contra o Lugo, marcou dois gols numa vitória por 3–1. No jogo seguinte, diante do Real Madrid pelas oitavas de final, Memphis deu a assistência para Rodrigo Riquelme estufar as redes de Andriy Lunin na prorrogação, e garantir o Atleti na próxima fase com um placar de 4–2.
Novamente marcou um gol nas quartas de final, ao fazer o único tento da partida contra o Sevilla. Contudo, nos próximos dois jogos de semifinal, o Athletic Bilbao venceu ambos os jogos, resultando em um placar agregado de 4–0, e eliminou todas as chances do time de Madrid chegar à uma final. Após essas duas temporadas, o time optou por não renovar com o atacante neerlandês. Desse modo, Memphis deixou o time com 40 jogos, três assistências e 13 gols marcados.

### Corinthians

#### 2024
Em 9 de setembro, foi anunciado pelo Corinthians com um contrato de duas temporadas, até o meio de 2026. A contratação do atleta foi possível devido a uma parceria com a patrocinadora master, a Esportes da Sorte, que se comprometeu a destinar 57 milhões de reais exclusivamente para a chegada de um reforço midiático. O restante do pagamento ficou a cargo do clube paulista, que convenceu o jogador com um projeto esportivo e de marketing. O jogador neerlandês chegou ao Brasil no dia 11 de setembro, sendo recebido e ovacionado pela torcida na sua saída da área de voos privados do aeroporto de Guarulhos. No mesmo dia 11, Memphis foi apresentado para a torcida na Neo Química Arena antes do jogo da volta contra o Juventude, válido pela Copa do Brasil. Foi revelado também que o atacante escolheu a camisa 94, representando o ano de seu nascimento. Já no dia seguinte, concedeu sua primeira entrevista coletiva na Neo Química Arena e declarou que o Brasil é a "Meca do futebol".
O Corinthians tentou inscrever o jogador para a fase semifinal da Copa do Brasil, mas a CBF recusou o pedido pois o prazo para regularizar novos atletas era até a meia-noite do dia 9 de setembro; como o Timão não recebeu a tempo um documento da Federação Espanhola, o atleta acabou ficando de fora da competição. Sua estreia aconteceu no dia 21 de setembro, numa vitória por 3–0 contra o Atlético Goianiense, na Neo Química Arena, válida pelo Campeonato Brasileiro. Memphis entrou aos 21 minutos da segunda etapa, no lugar de Yuri Alberto. Em seu segundo jogo, deu sua primeira assistência para gol ao servir Pedro Henrique para fazer o terceiro tento na vitória por 3–0 contra o Fortaleza, na Neo Química Arena, pela Copa Sul-Americana. O gol fechou o placar e confirmou a classificação corintiana para a semifinal do torneio.
Sua primeira partida como titular foi no dia 5 de outubro, no empate por 2–2 contra o Internacional, na Neo Química Arena, pelo Campeonato Brasileiro. O jogador permaneceu toda a semana em trabalho no CT Joaquim Grava para o seu primeiro jogo como titular. Na partida, deu sua segunda assistência para gol ao servir Yuri Alberto para abrir o placar. Memphis marcou seu primeiro gol com a camisa do Corinthians no dia 17 de outubro, na goleada por 5–2 contra o Athletico Paranaense, na Neo Química Arena, também pelo Campeonato Brasileiro. O gol saiu de uma linda cobrança de falta. Disputou seu primeiro Derby Paulista no dia 4 de novembro, em jogo que o Corinthians saiu vitorioso por 2–0 contra o rival Palmeiras. Sua atuação foi discreta, pois o atacante teve uma intoxicação alimentar, dor de estômago e um quadro febril leve na véspera da partida. Em 8 de dezembro, no final da temporada, na vitória por 3–0 contra o Grêmio, Memphis fechou o placar com um belíssimo gol de bicicleta, e encerrou sua primeira temporada no Corinthians com 14 jogos, 7 gols e 4 assistências.

#### 2025
Em 12 de fevereiro, o Corinthians anunciou o jogador como o novo camisa 10, após cumprimento de uma cláusula em contrato que garantia a camisa para o holandês. Em 19 de fevereiro, fez a sua estreia na Copa Libertadores da América, no empate por 1-1 contra o Universidad Central, pela Fase 2 Preliminar, no Estádio Olímpico. Na partida, o atleta deu mais uma assistência, chegando a 15 participações em gols pelo Corinthians e ativando o primeiro gatilho em seu contrato que o premiou com um bônus. Em 27 de março, sagrou-se campeão do Campeonato Paulista 2025 após o empate contra o Palmeiras por 0x0, porém o jogo de ida o Corinthians venceu por 1-0. Nos momentos finais da partida, o atleta subiu na bola para segurar o jogo e manter o Alvinegro no campo de ataque. Isso gerou uma confusão com os jogadores do time rival onde o jogo precisou ser paralisado e fez o com que o timão conseguisse segurar o resultado até o apito final. Em 28 de março, na premiação do Campeonato Paulista 2025, o atacante levou o prêmio de melhor drible.
Em 16 de abril, após a derrota por 2-0 contra o Fluminense, o atleta se mostrou incomodado com o desempenho que o grupo vinha demonstrando em campo e criticou a tática e a organização do time:
| “                                                   | Taticamente, quando perdemos a bola... Estudar o jogo faz parte do que faço em cada partida. Sou o primeiro a olhar para mim mesmo quando posso fazer melhor. Mas se olharmos como às vezes estamos posicionados, como o time é tão aberto, como as linhas entre nós são como 50 metros, na minha opinião, isso não é futebol. E então você não pode continuar a alta intensidade de 90 minutos se você não estiver junto como um time. E temos que estudar o jogo se quisermos crescer. | ” |
| — Memphis sobre os problemas do time do Corinthians | |   |

Memphis também estava com dúvidas se o time estava evoluindo, mesmo tendo sido campeão paulista. Após as declarações, no dia seguinte (17), a diretoria acabou optando pela demissão do técnico Ramón Díaz, externando o descontentamento com diversas questões táticas da equipe em campo. Em 19 de abril, na vitória por 2-1 contra o Sport, partida em que o atacante neerlandês fez dois gols, o mesmo ainda foi questionado após o jogo se teria influenciado na saída do técnico argentino, porém negou dizendo que é apenas um jogador e não tem influência nas decisões da diretoria. Marcou seu primeiro gol em clássicos pelo Corinthians em 30 de julho de 2025, contra o Palmeiras, na Neo Química Arena. O gol, anotado aos 33 minutos do segundo tempo, garantiu a vitória por 1–0 no jogo de ida das oitavas de final da Copa do Brasil 2025.
Em 6 de agosto, Memphis sofreu uma lesão de grau 2 no músculo posterior da coxa direita durante o Derby Paulista na Copa do Brasil 2025.

### Seleção nacional

#### Base
Memphis começou a ser convocado para a Seleção Neerlandesa na categoria Sub-15. Já pela Sub-17, sagrou-se campeão da Eurocopa em 2011.

#### Principal
Memphis estreou pela Laranja no dia 15 de outubro de 2013, aos 19 anos, contra a Turquia, em partida válida pelas Eliminatórias da Copa do Mundo de 2014.

##### Copa do Mundo de 2014
Convocado para a Copa do Mundo de 2014, atuou em quatro partidas e marcou dois gols, um deles contra a Austrália e outro contra o Chile, na partida posterior. Com o tento contra os australianos, tornou-se o mais jovem a marcar pela Seleção Neerlandesa em Copas. Memphis deixou de entrar em campo nas quartas de final, quando os neerlandeses eliminaram a Costa Rica nos pênaltis, mas comemorou o terceiro lugar na Competição após sua Seleção vencer o Brasil, país sede da Copa.

##### Liga das Nações de 2018–19

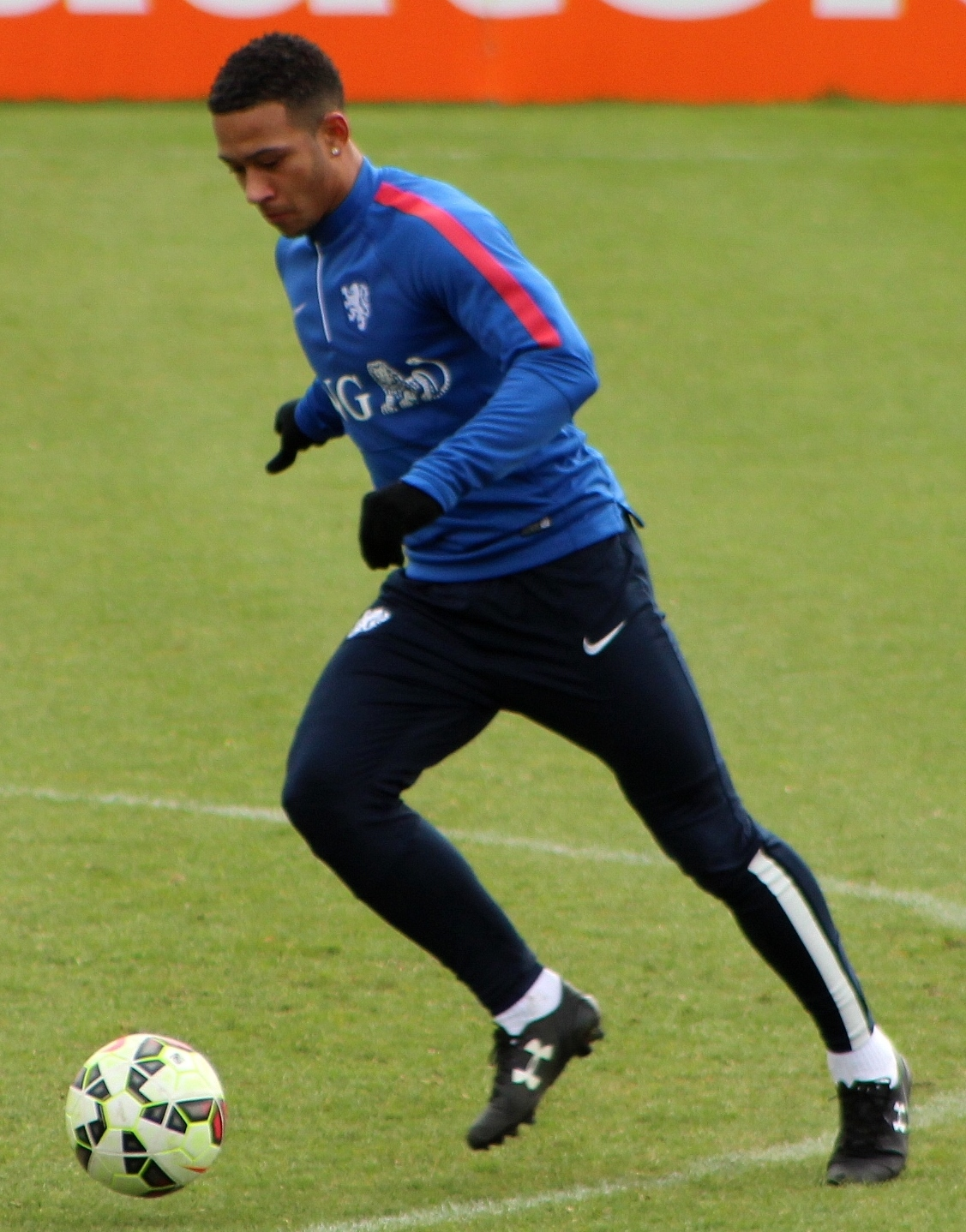
Memphis treinando pela Seleção em 2018

Futuramente, Memphis foi convocado para disputar a Liga das Nações da UEFA de 2018–19. Lá, o jogador foi uma peça ofensiva importante por ter marcado gols nas vitórias contra Alemanha e França, além de ter contribuído com duas assistências no triunfo por 3–1 diante da Inglaterra, na semifinal. Na decisão, os Países Baixos enfrentaram Portugal. Mas a equipe liderada por Cristiano Ronaldo conseguiu superá-los pelo placar de 1–0 e comemoraram o troféu.

##### Euro 2020
Após terem ficado de fora da Copa do Mundo de 2018 e da Euro 2016, a Seleção Neerlandesa pôde novamente conquistar eu espaço em uma competição tradicional ao obter vaga para a Euro 2020. Na competição, Memphis fizera apenas dois gols, contra Áustria e Macedônia do Norte, e viu os Países Baixos serem eliminados nas oitavas de final diante da República Tcheca pelo placar de 2–0.
Após essa eliminação precoce, Memphis retornou à Seleção para disputar as Eliminatórias para a Copa do Mundo de 2022. O atacante foi peça fundamental para a conquista da vaga, pois anotou 10 gols entre os meses de setembro e novembro de 2021. Inicialmente, marcou dois gols na goleada por 4–0 contra Montenegro, seguido de um poderoso hat-trick em mais uma goleada, dessa vez por 6–1 sobre a Turquia. Em seguida, realizou mais um doblete no triunfo sobre Gibraltar e no empate contra Montenegro. O jogador terminou sua sequência magnífica fazendo um tento diante da Noruega. Desse modo, conseguiu levar seu país para a disputa de mais uma Copa do Mundo.

##### Copa do Mundo de 2022
Após ter conseguido ser capitão e ter marcado três gols na campanha que levou os Países Baixos às semifinais da Liga das Nações da UEFA de 2022–23 (onde não jogaria nenhum jogo por conta de lesão), o jogador esteve entre os convocados de Louis van Gaal para Copa do Mundo de 2022. Nos primeiros três jogos, mesmo tendo sido destaque nas Eliminatórias, não marcou nenhum gol. Apesar disso, a Seleção não perdeu nenhum jogo e conseguiu vaga às oitavas. Lá, enfrentando os Estados Unidos, Memphis fizera seu único tento naquela edição.
Na partida seguinte, enfrentaram a Argentina. O jogo estava simbolizando a vitória dos sul-americanos, que balançaram as redes com Nahuel Molina e Lionel Messi, quando Memphis foi substituído. Aos 78 minutos, o atacante deixou o gramado para a entrada Wout Weghorst, e o seu suplente foi essencial para garantir o empate em 2–2, já que marcou todos os tentos dos Países Baixos no jogo. Nas penalidades, porém, os argentinos superaram os europeus e garantiram-se nas semifinais.

##### Euro 2024
Em 2024, a Seleção Neerlandesa novamente pôde disputar uma Eurocopa. Lá, Memphis novamente só marcou um gol na competição. A partida foi contra a Áustria, válida pela fase de grupos. Apesar do tento marcado pelo atacante, os neerlandeses perderam por 3–2. Posteriormente, a Seleção pôde desfrutar de momentos positivos e chegou até as quartas de final, onde Memphis fizera sua única assistência na Euro. Contra a Turquia, o jogador fizera um cruzamento que culminou em um gol de cabeça de Stefan de Vrij. A partida terminou 2–1 e os neerlandeses puderam enfrentar a Inglaterra nas semifinais. Lá, porém, os ingleses venceram o jogo pelo mesmo placar e garantiram-se na final continental.

##### Liga das Nações 2024–25
Em 14 de março de 2025, Memphis foi convocado para os jogos contra a Seleção Espanhola pelas quartas de final da Liga das Nações 2024–25. Após o empate por 2-2 no primeiro jogo, e um empate por 3-3 no segundo jogo, o duelo foi decidido nos pênaltis com os espanhóis levando a melhor por 5-4 e a seleção holandesa sendo eliminada da competição. No segundo jogo, Memphis chegou a marca de 100 jogos com a camisa da laranja mecânica.

##### Eliminatórias Europeias da Copa do Mundo 2026
Em 10 de junho de 2025, chegou a marca de 50 gols pela seleção neerlandesa, se tornando o maior artilheiro da seleção ao lado de Robin van Persie. Memphis conseguiu o feito na goleada por 8-0 contra a Seleção Maltesa, pelas Eliminatórias Europeias da Copa do Mundo FIFA de 2026, marcando dois tentos no jogo.

## Carreira musical

### Trajetória
Memphis começou a seguir carreira no hip-hop em junho de 2017, quando lançou seu freestyle inspirado em Los Angeles, "LA Vibes". O videoclipe apresentava Quincy Promes, companheiro de equipe de Memphis na seleção holandesa. O videoclipe da música obteve cerca de 150.000 visualizações poucas horas depois de ser lançado no YouTube. Em dezembro de 2017, Memphis lançou sua faixa freestyle "Kings & Queens". Em 3 de outubro de 2018, ele colaborou com os artistas musicais Winne e Nana Fofie e com o produtor Rass King em seu single inspirado em Gana, "AKWAABA", e também lançou seu terceiro freestyle, "Porto Cervo (Interlude)", com Winne. Memphis lançou seu quarto freestyle, "5-mill", em resposta à sua conta no Instagram alcançando 5 milhões de seguidores. Os críticos de freestyle alegaram que a imagem pública de Memphis foi prejudicada por seu hábito de fumar charuto e por sua atitude descuidada.
Em dezembro de 2018, ele lançou seu segundo single, "No Love", após seu noivado cancelado com a modelo Lori Harvey. A música é bilíngue, alternando entre inglês e holandês. Em julho de 2019, Memphis lançou "Fall Back". Em 1 de novembro de 2019, Broederliefde lançou um álbum, Broeders, que apresentava Memphis na música "Lange Jas". Em 17 de abril de 2020, ele lançou "Dubai Freestyle".
Em setembro de 2020, Memphis lançou sua nova música "2 Coríntios 5:7". Um mês depois, em 9 de outubro de 2020, Memphis lançou "Blessing". O videoclipe da música mostra Memphis retornando para sua cidade natal, Moordrecht. Memphis escreveu uma passagem em sua autobiografia Heart of a Lion, que explicava o significado da música.

“Eu escrevi uma faixa sobre isso, chamada Blessings, e inclui estas linhas:
Seems like everybody’s wishing for the same shit.
They want a Roley and a chain, oh yeah
The other type of n*ggas that complain, ah
Keep waiting for a blessing but forget to pray, ah yeah
O que quero dizer aqui é que os jovens desejam todo tipo de coisas, mas muitas vezes se esquecem de orar por elas. O sucesso puramente material costuma ser muito vazio. Conheço milionários que estão profundamente infelizes, enquanto o mundo exterior pensa que eles são bem-sucedidos e que tudo é perfeito para eles. Aprendi que as aparências enganam. Ser especial à sua maneira: esse é o verdadeiro sucesso". Em 27 de novembro de 2020, ele lançou seu álbum de estreia, Heavy Stepper. Um EP de 9 faixas incluindo "2 Corinthians 5:7" e "Blessing" lançado como singles pouco antes, e novas faixas "Heavy Stepper", "Body Like You (feat. Zah Santori)", "From Ghana (feat. Rass King) & Bisa Kdei)", "4AM Palm Flow", "Big Fish", o aguardado "For A Week" e "D.B.A (feat. Yasmin Lauryn)".
Em 2021, ele apareceu no 101Barz realizando dois freestyles. Em 2022, tornou-se mais ativo, colaborando com SFB e Quincy Promes na faixa "TAT TAT", que foi lançada em novembro de 2022. Em janeiro de 2023, colaborou com Bisa Kdei na faixa afro-beat "Drinks on Me". Isso foi seguido de mais dois lançamentos até em 2023, incluindo "Asem Beba" em fevereiro e "Leven Als Een Prof", que se traduz como 'vida como profissional', em abril. Em julho de 2023, Memphis lançou seu terceiro lançamento do ano com a faixa "These Days", outra faixa bilíngue que alterna entre o holandês e o inglês. Em outubro de 2023, Memphis lançou "Baby Don't Play", uma faixa afro-beat totalmente inglesa em um estilo inspirado em suas raízes ganenses.
Memphis tem muitas músicas inéditas que podem ser encontradas no YouTube, recortadas de stories do Instagram ou transmissões ao vivo entre 2018 e 2021. Memphis afirma que planeja lançar quando for o “momento certo”. Em 29 de novembro de 2024, lançou sua nova música "Yms". Em 17 de fevereiro de 2025, lançou junto com MC Hariel, o EP Falando com as Favelas, contendo quatro faixas inéditas com rimas sobre superação e sobre o Corinthians. A faixa-título ganhou um clipe que foi gravado em Gana, país natal da família paterna de Memphis, e na Vila Aurora, bairro paulistano onde Hariel nasceu. Em 20 de junho de 2025, lançou o single "São Paulo Freestyle".

### Discografia
| Faixa | Título                                          | Ano  | Álbum                       |
| ----- | ----------------------------------------------- | ---- | --------------------------- |
| —     | "LA Vibes (feat. Quincy Promes)"                | 2017 | Non-album freestyle         |
| —     | "Kings & Queens Freestyle"                      | 2017 | Non-album freestyle         |
| —     | "5 Milli Freestyle"                             | 2018 | Non-album freestyle         |
| 7     | "Porto Cervo (Interlude) (feat. Memphis Depay)" | 2018 | "Oprecht Door Zee" - Winne  |
| 18    | "Akwaaba feat. Memphis Depay & Nana Fofie"      | 2018 | "Oprecht Door Zee" - Winne  |
| —     | "No Love"                                       | 2018 | Non-album single            |
| —     | "Fall Back"                                     | 2019 | Non-album single            |
| 11    | "Lange Jas (feat. Memphis Depay)"               | 2019 | “Broeders" – Broederliefde  |
| —     | "Dubai Freestyle"                               | 2020 | Non-album freestyle         |
| 01    | "Heavy Stepper (feat. Arra)"                    | 2020 | Heavy Stepper EP            |
| 02    | "Body Like You (feat. Zah Santori)"             | 2020 | Heavy Stepper EP            |
| 03    | "From Ghana feat. Rass King & Bisa Kdei"        | 2020 | Heavy Stepper EP            |
| 04    | "4AM Palm Flow"                                 | 2020 | Heavy Stepper EP            |
| 05    | "Big Fish"                                      | 2020 | Heavy Stepper EP            |
| 06    | "For A Week"                                    | 2020 | Heavy Stepper EP            |
| 07    | "2 Corinthians 5:7"                             | 2020 | Heavy Stepper EP            |
| 08    | "Blessing"                                      | 2020 | Heavy Stepper EP            |
| 09    | "D.B.A. (feat. Yasmin Lauryn)"                  | 2020 | Heavy Stepper EP            |
| 02    | "TAT TAT( feat. Memphis Depay & Quincy Promes)" | 2022 | "Reset The Levels IV" - SFB |
| 03    | "Drinks on Me (feat. Memphis Depay)"            | 2023 | "ORIGINAL" - Bisa Kdei      |
| —     | "Asem Beba"                                     | 2023 | Non-album single            |
| —     | "Leven Als Een Prof"                            | 2023 | Non-album single            |
| —     | "These Days"                                    | 2023 | Non-album single            |
| —     | "Baby Don't Play"                               | 2023 | Non-album single            |
| —     | "Yms"                                           | 2024 | Non-album single            |
| 01    | "Falando com as Favelas"                        | 2025 | Falando com as Favelas EP   |
| 02    | "Peita do Coringão (feat. MC Marks)"            | 2025 | Falando com as Favelas EP   |
| 03    | "Suor e Sangue (feat. Perera DJ)"               | 2025 | Falando com as Favelas EP   |
| 04    | "Renascer"                                      | 2025 | Falando com as Favelas EP   |
| —     | "São Paulo Freestyle"                           | 2025 | Non-album single            |

## Vida pessoal
Filho de pai ganês e mãe neerlandesa, Memphis é um dos poucos jogadores europeus que usam o primeiro nome na camisa. Segundo o próprio, ele não vê sentido em estampar o sobrenome de um pai que o abandonou.
Cristão desde 2016, Memphis liderou um estudo bíblico com seu companheiro de equipe Cody Gakpo durante a Copa do Mundo de 2022, realizada no Catar, para outros 15 jogadores neerlandeses.
O jogador tem inúmeras tatuagens, incluindo uma no braço esquerdo que é uma homenagem ao seu avô, que morreu um dia antes de ele completar 15 anos. Quando marcou contra a Austrália na Copa do Mundo de 2014, ele beijou essa tatuagem e apontou para o céu, dedicando seu gol ao falecido avô, momento que ele comemorou em 2016 com uma tatuagem no tronco esquerdo representando o Cristo Redentor e a data 18.06.14, referente ao seu primeiro gol internacional pela Seleção. Ele também tem uma tatuagem na parte interna do lábio que diz succesvol (que significa 'bem sucedido' em holandês) e também tem as palavras 'caçador de sonhos' estampadas na parte superior do tronco.
Em junho de 2017, foi anunciado nas redes sociais que o atacante estava noivo de Lori Harvey, a filha mais nova do personalidade da televisão americana Steve Harvey. Desde então, eles encerraram o noivado e o relacionamento.
Em abril de 2020, foi criticado por várias organizações de direitos dos animais por postar fotos suas com um filhote de ligre durante as férias em Dubai. Ele respondeu afirmando que “ligres nem são animais selvagens”. Em junho de 2022, Memphis visitou Gana, onde realizou alguns trabalhos filantrópicos na Escola de Surdos e Cegos de Cape Coast.

## Estatísticas

### Clubes
Atualizadas até 06 de agosto de 2025
| Clube              | Temporada         | Campeonato nacional | Campeonato nacional | Campeonato nacional | Copa nacional[a] | Copa nacional[a] | Copa nacional[a] | Competições continentais[b] | Competições continentais[b] | Competições continentais[b] | Outros torneios[c] | Outros torneios[c] | Outros torneios[c] | Total | Total | Total   |
| Clube              | Temporada         | Jogos               | Gols                | Assist.             | Jogos            | Gols             | Assist.          | Jogos                       | Gols                        | Assist.                     | Jogos              | Gols               | Assist.            | Jogos | Gols  | Assist. |
| ------------------ | ----------------- | ------------------- | ------------------- | ------------------- | ---------------- | ---------------- | ---------------- | --------------------------- | --------------------------- | --------------------------- | ------------------ | ------------------ | ------------------ | ----- | ----- | ------- |
| PSV                | 2011–12           | 8                   | 5                   | 1                   | 3                | 2                | 1                | —                           | —                           | —                           | —                  | —                  | —                  | 11    | 7     | 2       |
| PSV                | 2012–13           | 20                  | 2                   | 3                   | 4                | 1                | 2                | 5                           | 0                           | 3                           | 1                  | 0                  | 1                  | 30    | 3     | 6       |
| PSV                | 2013–14           | 32                  | 12                  | 8                   | 1                | 0                | 0                | 10                          | 2                           | 2                           | —                  | —                  | —                  | 43    | 14    | 10      |
| PSV                | 2014–15           | 30                  | 22                  | 6                   | 1                | 0                | 0                | 9                           | 6                           | 2                           | —                  | —                  | —                  | 40    | 28    | 8       |
| PSV                | Total             | 90                  | 41                  | 18                  | 9                | 3                | 3                | 24                          | 8                           | 7                           | 1                  | 0                  | 1                  | 124   | 52    | 26      |
| Manchester United  | 2015–16           | 29                  | 2                   | 0                   | 5                | 0                | 1                | 11                          | 5                           | 2                           | —                  | —                  | —                  | 45    | 7     | 3       |
| Manchester United  | 2016–17           | 4                   | 0                   | 0                   | 1                | 0                | 0                | 3                           | 0                           | 0                           | —                  | —                  | —                  | 8     | 0     | 0       |
| Manchester United  | Total             | 33                  | 2                   | 0                   | 6                | 0                | 1                | 14                          | 5                           | 2                           | —                  | —                  | —                  | 53    | 7     | 3       |
| Lyon               | 2016–17           | 16                  | 5                   | 7                   | 1                | 0                | 0                | —                           | —                           | —                           | —                  | —                  | —                  | 17    | 5     | 7       |
| Lyon               | 2017–18           | 36                  | 19                  | 13                  | 5                | 0                | 1                | 10                          | 3                           | 3                           | —                  | —                  | —                  | 51    | 22    | 17      |
| Lyon               | 2018–19           | 36                  | 10                  | 10                  | 3                | 1                | 2                | 8                           | 1                           | 4                           | —                  | —                  | —                  | 47    | 12    | 16      |
| Lyon               | 2019–20           | 13                  | 9                   | 2                   | 1                | 0                | 0                | 8                           | 6                           | 0                           | —                  | —                  | —                  | 22    | 15    | 2       |
| Lyon               | 2020–21           | 37                  | 20                  | 12                  | 3                | 2                | 0                | —                           | —                           | —                           | —                  | —                  | —                  | 40    | 22    | 12      |
| Lyon               | Total             | 138                 | 63                  | 44                  | 13               | 3                | 3                | 26                          | 10                          | 7                           | —                  | —                  | —                  | 177   | 76    | 54      |
| Barcelona          | 2022–23           | 28                  | 12                  | 2                   | —                | —                | —                | 9                           | 1                           | 0                           | 1                  | 0                  | 0                  | 38    | 13    | 2       |
| Barcelona          | Total             | 28                  | 12                  | 2                   | —                | —                | —                | 9                           | 1                           | 0                           | 1                  | 0                  | 0                  | 38    | 13    | 2       |
| Atlético de Madrid | 2023–24           | 33                  | 10                  | 1                   | 6                | 3                | 1                | 4                           | 1                           | 0                           | —                  | —                  | —                  | 43    | 14    | 3       |
| Atlético de Madrid | Total             | 33                  | 10                  | 2                   | 6                | 3                | 1                | 4                           | 1                           | 0                           | —                  | —                  | —                  | 43    | 14    | 3       |
| Corinthians        | 2024              | 11                  | 7                   | 1                   | —                | —                | —                | 3                           | 0                           | 3                           | —                  | —                  | —                  | 14    | 7     | 4       |
| Corinthians        | 2025              | 13                  | 4                   | 3                   | 2                | 1                | 0                | 8                           | 1                           | 2                           | 12                 | 2                  | 5                  | 35    | 8     | 10      |
| Corinthians        | Total             | 24                  | 11                  | 4                   | 2                | 1                | 0                | 11                          | 1                           | 5                           | 12                 | 2                  | 5                  | 49    | 15    | 14      |
| Total na carreira  | Total na carreira | 346                 | 139                 | 70                  | 36               | 10               | 8                | 88                          | 26                          | 22                          | 14                 | 2                  | 6                  | 484   | 177   | 102     |

- a. ^ Jogos da Copa dos Países Baixos, Copa da Inglaterra, Copa da Liga Inglesa, Copa da França, Copa da Liga Francesa, Copa do Rei e Copa do Brasil
- b. ^ Jogos da Liga Europa, Liga dos Campeões da UEFA, Copa Sul-Americana e Copa Libertadores da América
- c. ^ Jogos da Supercopa dos Países Baixos, Supercopa da Espanha e Campeonato Paulista

### Seleção Neerlandesa
Atualizadas até 10 de julho de 2024
| Ano               | Copa do Mundo | Copa do Mundo | Copa do Mundo | Eurocopa | Eurocopa | Eurocopa | Liga das Nações da UEFA | Liga das Nações da UEFA | Liga das Nações da UEFA | Qualificação Mundial | Qualificação Mundial | Qualificação Mundial | Qualificação Europeu | Qualificação Europeu | Qualificação Europeu | Amistosos | Amistosos | Amistosos | Total | Total | Total   |
| Ano               | Jogos         | Gols          | Assist.       | Jogos    | Gols     | Assist.  | Jogos                   | Gols                    | Assist.                 | Jogos                | Gols                 | Assist.              | Jogos                | Gols                 | Assist.              | Jogos     | Gols      | Assist.   | Jogos | Gols  | Assist. |
| ----------------- | ------------- | ------------- | ------------- | -------- | -------- | -------- | ----------------------- | ----------------------- | ----------------------- | -------------------- | -------------------- | -------------------- | -------------------- | -------------------- | -------------------- | --------- | --------- | --------- | ----- | ----- | ------- |
| 2013              | —             | —             | —             | —        | —        | —        | —                       | —                       | —                       | 1                    | 0                    | 0                    | —                    | —                    | —                    | 2         | 0         | 0         | 3     | 0     | 0       |
| 2014              | 4             | 2             | 1             | —        | —        | —        | —                       | —                       | —                       | —                    | —                    | —                    | 2                    | 0                    | 0                    | 4         | 0         | 0         | 10    | 2     | 1       |
| 2015              | —             | —             | —             | —        | —        | —        | —                       | —                       | —                       | —                    | —                    | —                    | —                    | —                    | —                    | 2         | 1         | 1         | 2     | 1     | 1       |
| 2016              | —             | —             | —             | —        | —        | —        | —                       | —                       | —                       | 2                    | 2                    | 0                    | 6                    | 0                    | 0                    | 4         | 0         | 2         | 12    | 2     | 2       |
| 2017              | —             | —             | —             | —        | —        | —        | —                       | —                       | —                       | 2                    | 1                    | 1                    | —                    | —                    | —                    | 5         | 2         | 2         | 7     | 3     | 3       |
| 2018              | —             | —             | —             | —        | —        | —        | 4                       | 2                       | 0                       | —                    | —                    | —                    | —                    | —                    | —                    | 6         | 3         | 2         | 10    | 5     | 2       |
| 2019              | —             | —             | —             | —        | —        | —        | 2                       | 0                       | 2                       | —                    | —                    | —                    | 6                    | 6                    | 8                    | —         | —         | —         | 8     | 6     | 10      |
| 2020              | —             | —             | —             | 4        | 2        | 1        | 9                       | 5                       | 2                       | —                    | —                    | —                    | —                    | —                    | —                    | 2         | 0         | 0         | 15    | 7     | 3       |
| 2021              | —             | —             | —             | —        | —        | —        | —                       | —                       | —                       | 10                   | 12                   | 6                    | —                    | —                    | —                    | 2         | 3         | 1         | 12    | 15    | 7       |
| 2022              | 5             | 1             | 0             | —        | —        | —        | —                       | —                       | —                       | —                    | —                    | —                    | —                    | —                    | —                    | 2         | 1         | 0         | 7     | 2     | 0       |
| 2023              | —             | —             | —             | —        | —        | —        | —                       | —                       | —                       | —                    | —                    | —                    | 2                    | 1                    | 0                    |           |           |           | 2     | 1     | 0       |
| 2024              | —             | —             | —             | 6        | 1        | 1        | —                       | —                       | —                       | —                    | —                    | —                    | —                    | —                    | —                    | 4         | 1         | 2         | 10    | 2     | 3       |
| 2025              |               |               |               |          |          |          | 2                       | 1                       | 0                       |                      |                      |                      |                      |                      |                      |           |           |           | 2     | 1     | 0       |
| Total na carreira | 9             | 3             | 1             | 10       | 3        | 2        | 17                      | 8                       | 4                       | 15                   | 15                   | 7                    | 16                   | 7                    | 8                    | 33        | 11        | 10        | 100   | 47    | 32      |

## Títulos
PSV Eindhoven
- Copa dos Países Baixos: 2011–12
- Supercopa dos Países Baixos: 2012
- Eredivisie: 2014–15

Manchester United
- Copa da Inglaterra: 2015–16[57]
- Liga Europa da UEFA: 2016–17
- Copa da Liga Inglesa: 2016–17

Lyon
- Copa Emirates: 2019

Barcelona
- Supercopa da Espanha: 2022–23
- La Liga: 2022–23

Corinthians
- Campeonato Paulista: 2025

Seleção Neerlandesa
- Campeonato Europeu Sub-17: 2011

### Prêmios individuais
- Equipe do torneio do Campeonato Europeu Sub-17: 2011
- Revelação do Futebol Holandês do Ano: 2014–15
- Gol mais Bonito da Ligue 1: 2016–17[247]
- Jogador do mês da Ligue 1: abril de 2018
- Equipe da Temporada da Ligue 1: 2020–21
- Melhor drible do Campeonato Paulista: 2025[167]

### Artilharias
- Eredivisie de 2014–15 (22 gols)